# Damjana Golavšek
Damjana Golavšek (slovenska izgovarjava: [damjána golávšek]), slovenska pevka zabavne glasbe, * 8. oktober 1964, Celje.

## Življenje
Na Pedagoški akademiji v Mariboru je študirala razredni pouk. 
Iz svojega prvega zakona ima hčer Tajo, ki je prav tako glasbenica. Kasneje se je poročila s Čarlijem Novakom, ki ima iz prejšnjega zakona dve hčeri.

## Delo
Po končanem študiju je nekaj časa poučevala v Glasbeni šoli v Žalcu, potem pa ustanovila glasbeni vrtec Muzikalček. Damjana Golavšek je znana kot avtorica in izvajalka glasbenih prireditev za otroke. Glasbeno gledaliske predstave za otroke še vedno aktivno izvaja. Kot glasbena pedagoginja od leta 2008 deluje v zamejstvu, kjer preko glasbe in petja spodbuja rabo slovenskega jezika.
Bila je pevka skupine Kladivo, konj in voda. Na prireditvi Slovenska popevka 2007 je za pesem »Naravne sile« prejela nagrado žirije. Leta 2015 je bila v slovenski različici muzikala Mamma Mia! izbrana za eno izmed glavnih vlog, vlogo Tanye. S Simono Vodopivec Franko in Alenko Godec, ki sta v muzikalu upodabljali Donno in Rosie, so začele nastopati kot Dinamitke in leta 2019 izdale svojo prvo avtorsko skladbo »V mojem filmu«.
Bila je ena izmed tekmovalk 6. sezone šova Znan obraz ima svoj glas (2022).

## Nastopi na glasbenih festivalih

### Melodije morja in sonca
- 1989: Rojstvo (Matjaž Murko – Miša Čermak - Tomaž Kozlevčar) - nagrada strokovne žirije za najboljšo debitantko
- 1994: Daj mi ljubezen nazaj (Karel Novak - Damjana Golavšek - Karel Novak, Blaž Jurjevčič)
- 1995: Samo še nocoj (Rok Golob - Katarina Habe - Rok Golob) (z Rokom)
- 1997: Krog (Karel Novak – Damjana Golavšek − Gregor Forjanič) - nagrada strokovne žirije za najboljšo priredbo
- 2001: Oljka

### Pop delavnica
- 1991: Če bi mi srce dal (Karel Novak - Karel Novak - Karel Novak) - 3. nagrada strokovne komisije (s Hot Hot Hot)
- 1992: Igra (Karel Novak - Silva Bajc) - 1. nagrada strokovne žirije

### EMA
- 1998: Ljubim, ljubiš (Karel Novak - Janez Zmazek - Karel Novak) - 9. mesto
- 1999: Igra je končana (Karel Novak - Janez Zmazek - Karel Novak) - 5. mesto (z Ireno in s Sanjo)
- 2001: Stoletje sanj in miru (Karel Novak - Zvezdana Majhen - Karel Novak)
- 2002: Vsako življenje gre svojo pot (Karel Novak - Damjana Golavšek - Damjana Golavšek, Karel Novak)

### Slovenska popevka
- 1998: Ljubimec (Karel Novak/Damjana Golavšek/Primož Grašič) - 16. mesto (321 telefonskih glasov)
- 2001: Naj vsem ljudem se dogodi (Karel Novak/Zvezdana Majhen/Gregor Forjanič) - 16. mesto (392 telefonskih glasov)
- 2007: Naravne sile (Karel Novak/Damjana Kenda Hussu/Janez Gregorc) - nagrada strokovne žirije za najboljšo skladbo v celoti, nagrada strokovne žirije za najboljši aranžma, 7. mesto (437 telefonskih glasov)
- 2022: Frajer (Damjana Golavšek/Damjana Golavšek/Boštjan Grabnar, Jani Hace) - nagrada strokovne žirije za najboljšo interpretacijo, nagrada strokovne žirije za najboljšo priredbo, 9. mesto (članica Dinamitk)

### Festival narečnih popevk
- 1998: Naj bo vesela jesen (Karel Novak - Adi Smolar) z Ireno Vrčkovnik - zlati klopotec za najboljšo popevko v knjižnem jeziku

### Hit festival
- 2000: Meglo zdaj prodajaj drugje (Karel Novak/Karel Novak/Karel Novak)
- 2001: Sonce, moj prijatelj (Karel Novak/Damjana Golavšek/Karel Novak)

## Diskografija
- Damjana & skupina Hot hot hot - Pokloni si srečo (1991)

1. Šum dežja
2. Nocoj ljubila bi se s teboj
3. Prijatelj
4. Življenje
5. Je to ljubezen
6. Če bi mi srce dal
7. Čas hiti
8. Kakor ti
9. Ljubim noro
10. Pesem (Nada Žgur, Alenka Godec in Damjana Golavšek kot skupina Vocalart)

- Rime (1995)

1. Začetek
2. Solze (Karel Novak/Damjana Golavšek/Blaž Jurjevčič)
3. Narobe svet (K. Novak/D. Golavšek/B. Jurjevčič)
4. Srčni tat (K. Novak/D. Golavšek/B. Jurjevčič)
5. Strto srce (K. Novak/D. Golavšek/B. Jurjevčič)
6. Kaj pa ti (K. Novak/D. Golavšek/David Jarh)
7. Pesem je zate (K. Novak/D. Golavšek/B. Jurjevčič)
8. Daj mi ljubezen nazaj (K. Novak/D. Golavšek/B. Jurjevčič)
9. Samo še nocoj (Rok Golob/Katarina Habe/Rok Golob)
10. Božji dar (K. Novak/D. Golavšek/B. Jurjevčič)
11. Rime (K. Novak/Silva Bajc/B. Jurjevčič)
12. Konec

- Nasmeh (1999)

1. Nasmeh (Karel Novak/Damjana Golavšek/Karel Novak)
2. Modri horizont (K. Novak/D. Golavšek/K. Novak)
3. Neizpeta tema (K. Novak/D. Golavšek/David Jarh)
4. Spomin (K. Novak/D. Golavšek/K. Novak)
5. Zakaj (K. Novak/D. Golavšek/K. Novak)
6. Krog (K. Novak/D. Golavšek/Gregor Forjanič)
7. Žalostna (K. Novak/D. Golavšek/K. Novak)
8. Preteklost je mimo (K. Novak/D. Golavšek/K. Novak)
9. Ljubimec (K. Novak/D. Golavšek/K. Novak)
10. Maškarada (K. Novak/D. Golavšek/K. Novak)
11. Žalostna (remix)
12. Sreča čaka (K. Novak/D. Golavšek/K. Novak)
13. Ljubim ljubiš (K. Novak/Janez Zmazek - Žan/K. Novak)